# Place Jacques-Cartier

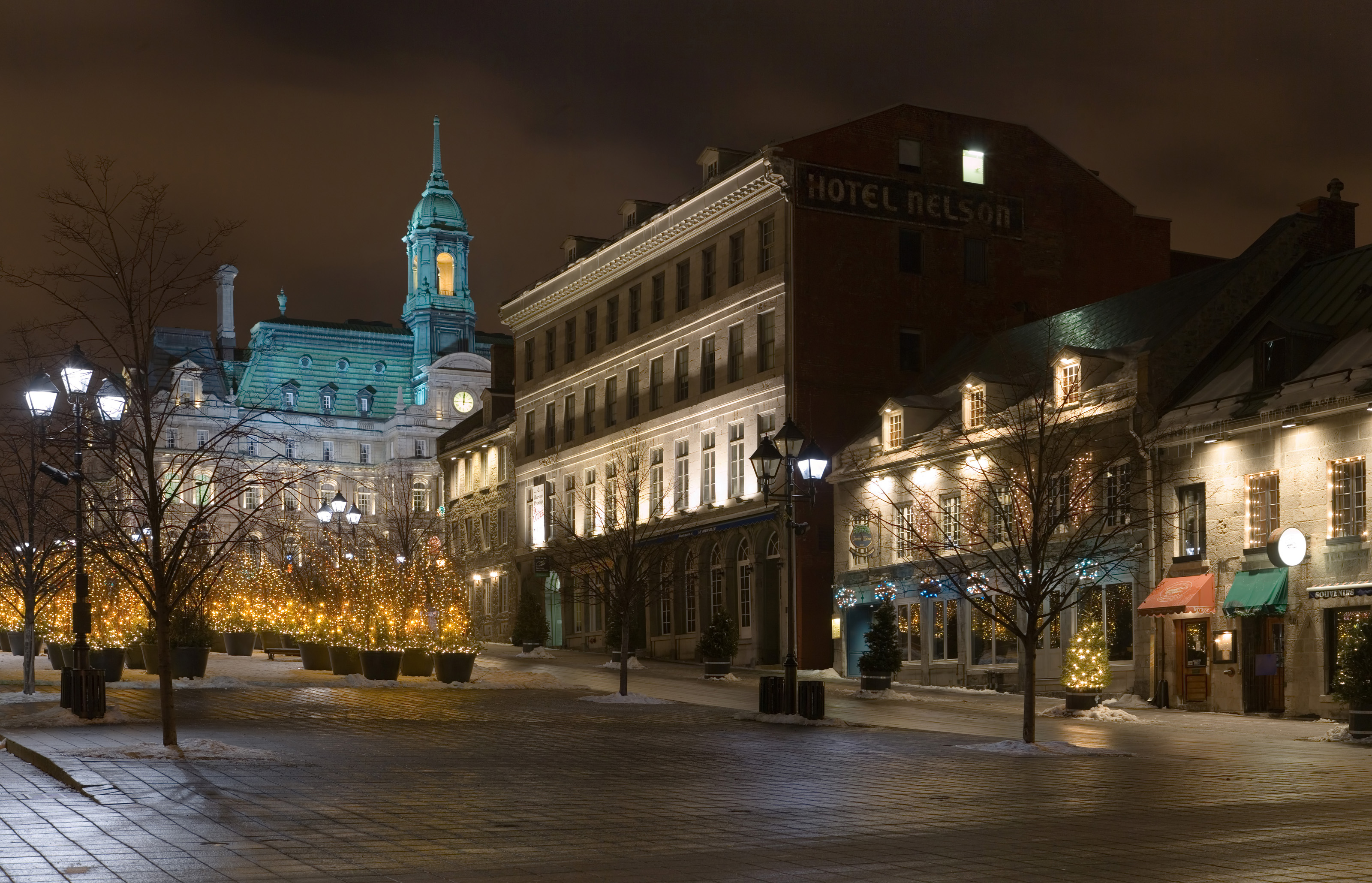
Nächtliche Ansicht des Platzes, im Hintergrund das Rathaus

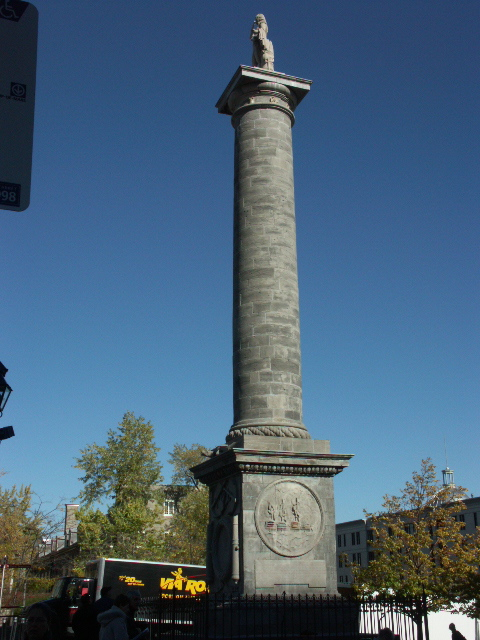
Nelsonsäule

Der Place Jacques-Cartier ist ein Platz in Montreal. Er liegt in der Altstadt (Vieux-Montréal) im Arrondissement Ville-Marie. Der Platz führt von der Rue Notre-Dame an der Westseite mit beträchtlichem Gefälle hinunter zum Alten Hafen an der Ostseite. Benannt ist er nach dem französischen Seefahrer Jacques Cartier.

## Beschreibung
Schräg gegenüber dem westlichen Ende des rund 200 Meter langen Platzes befindet sich das Hôtel de Ville, das Rathaus Montreals. Etwas versetzt auf der Nordseite, getrennt durch einen kleinen Park, befindet sich das Château Ramezay. Gesäumt wird der Platz von mehreren Geschäfts- und Lagerhäusern aus der ersten Hälfte des 19. Jahrhunderts, das älteste ist das Maison Jacob Wurtele aus dem Jahr 1804. Hinzu kommen zwei Hotels aus der zweiten Hälfte des 19. Jahrhunderts. Eine Gemeinsamkeit dieser Bauten ist die Verwendung von grauem Kalkstein als Baumaterial.
Der verkehrsberuhigte Platz ist vor allem in den Sommermonaten ein beliebtes Ausflugsziel für Touristen, mit Blumen- und Kunstmärkten, Straßenkünstlern sowie zahlreichen Restaurants. In der Mitte des Platzes steht die Nelsonsäule, ein 19 Meter hohes Denkmal zu Ehren des britischen Admirals Horatio Nelson. Auf dem Place Jacques-Cartier wurden im Bodenbelag die Konturen der ehemaligen Stadtmauer sichtbar gemacht.

## Geschichte

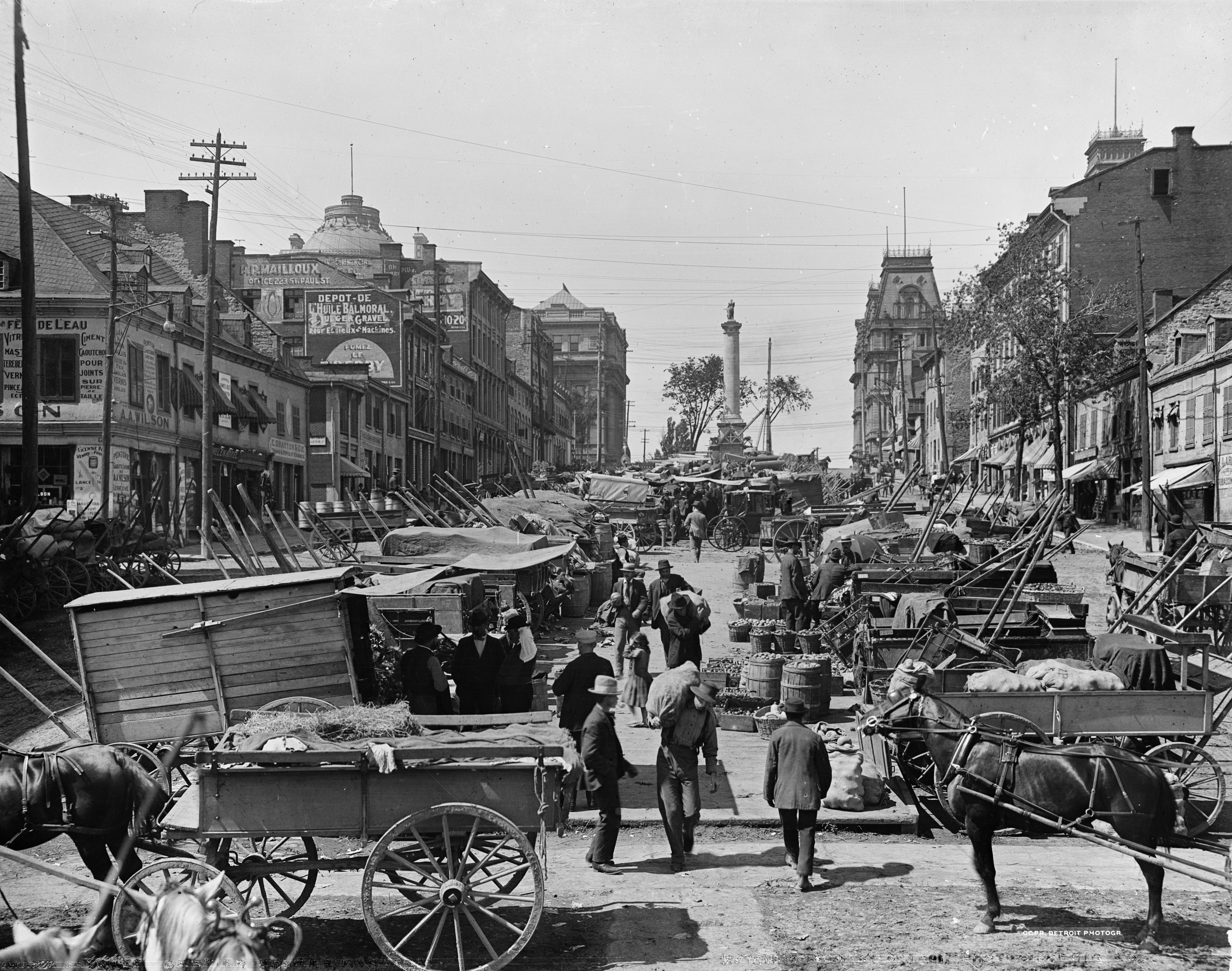
Marktszene um 1900

Philippe de Rigaud de Vaudreuil, Generalgouverneur von Neufrankreich, erwarb 1721 ein Grundstück und ließ ein repräsentatives Wohnhaus errichten, in dem er bis zu seinem Tod 1725 lebte. Seine Erben vermieteten das Haus bis 1760 an die nachfolgenden Generalgouverneure. Ab 1773 nutzte das Collège de Montréal das Gebäude, es brannte jedoch 1803 nieder und wurde nicht wieder aufgebaut. Die Stadt war auf der Suche nach einer ausreichend großen Freifläche, um darauf einen Markt betreiben zu können, und erwarb die östliche Hälfte des nicht mehr genutzten Grundstücks.
Bis 1808 entstand eine hölzerne Markthalle. 1809 wurde inmitten des Platzes die Nelsonsäule aufgestellt, um Nelsons Sieg bei der Schlacht von Trafalgar zu gedenken, über drei Jahrzehnte vor der weitaus bekannteren Londoner Nelsonsäule. Nach der Eröffnung der Markthalle Marché Bonsecours im Jahr 1847 wurde die Markthalle auf dem Place Jacques-Cartier abgebrochen. Wie im Abtretungsvertrag von 1803 vereinbart, blieb der Platz aber weiterhin als Markt bestehen. 1997 nahm die Stadt Umgestaltungsarbeiten vor.